# Białe Błota (powiat lipnowski)
Białe Błota – wieś w Polsce położona w województwie kujawsko-pomorskim, w powiecie lipnowskim, w gminie Bobrowniki.

## Podział administracyjny
W latach 1975–1998 miejscowość należała administracyjnie do województwa włocławskiego.

## Demografia
Według Narodowego Spisu Powszechnego (III 2011 r.) wieś liczyła 68 mieszkańców. Jest ósmą co do wielkości miejscowością gminy Bobrowniki.